# XB-55轟炸機
Boeing XB-55（公司名稱Model 474）是一款由波音研製，預計取代B-47轟炸機的戰略轟炸機。

## 發展
XB-55的概念出現於美國空軍於1947年10月發布的徵求建議書 (RFP) 中。在幾家廠商中，波音脫穎而出，並於 1948年7月1日獲得了進一步工程研究的合約。波音公司最初的方法是在類似B-47的機身上安裝四台渦輪螺旋槳發動機，並具有較小的後掠角機翼。發動機則採用艾里遜 T40-A-2引擎，並使用三葉片對轉螺旋槳，即每個引擎有6個葉片。發動機將安裝在懸掛在機翼下，每側兩個；起落架與B-47的串聯起落架類似，可縮回機艙。
發動機製造商和螺旋槳製造商之間對於艾里遜 T40-A-2傳動軸的強度是否足以承受螺旋槳每分鐘高轉數產生的力存在重大分歧。艾里遜預計至少需要四年時間才能成功交付發動機。1948年10月，在俄亥俄州代頓舉行的一次會議正在討論XB-55的問題時，配備普惠J57渦輪噴射發動機的XB-52（波音 Model 464)取代了XB-55，而且在XB-55的發動機交付時，B-52已經可以飛行一年。同時，已經服役的B-47性能也比預期的好，這讓XB-55的研製計畫更加雪上加霜。1949年1月29日，美國空軍裝備司令部取消波音的XB-55合約。
根據修訂後的合同，波音474項目被改裝為波音479項目，其中包括一項研究，在類似的機翼平台上使用六具J40渦輪噴氣發動機代替渦輪螺旋槳發動機。儘管與波音公司簽訂了繼續概念研究和風洞研究的合同，但詳細工程和模型建造工作被取消。事實證明，這些研究對B-52同溫層堡壘戰略轟炸機的開發非常有價值，該飛機於1952年4月15日首飛。

### 書目
- Bowers, Peter M. Boeing Aircraft Since 1916. London: Putnam, 1989. ISBN 0-85177-804-6.
- Butler, Tony (2010). American Secret Projects. Hinckley, England: Midland Publishing. ISBN 978-1-85780-331-0.
- Jones, Lloyd S. U.S. Bombers, B-1 1928 to B-1 1980s. Fallbrook, CA: Aero Publishers, 1962, second edition 1974. ISBN 0-8168-9126-5.